# Giovanni Iuliano
Giovanni Iuliano detto Gianni (Cava de' Tirreni, 20 luglio 1952) è un politico italiano. Dal 2022 Sindaco di Bracigliano (SA).

## Biografia
Medico oculista e docente all'università Federico II di Napoli. Esponente del Partito Socialista Italiano, nei primi anni '90 è consigliere provinciale a Salerno. Diventa poi sindaco di Bracigliano dal 1993 al 2002.
Nel 1994 si candida alla Camera con l'Unione Democratica Italiana nel collegio uninominale di Salerno-Mercato San Severino, ottenendo il 12%, senza essere eletto.
Nel 1996 viene eletto senatore della Repubblica nella XIII legislatura, come esponente dei Socialisti Italiani nelle liste di Rinnovamento Italiano, prima di passare nell'autunno 1998 ai Democratici di Sinistra. Ricandidato al Senato nel 2001 nel collegio uninominale di Nocera Inferiore per L'Ulivo, non viene rieletto.
Dal 2006 al 2009 è vicepresidente della Provincia di Salerno con deleghe al Bilancio, innovazione e ricerca scientifica. Nel frattempo confluisce nel Partito Democratico, con cui è candidato alle elezioni europee del 2009 nella circoscrizione Italia meridionale, ottiene oltre 48.000 preferenze, senza risultare eletto.
Successivamente lascia il PD e aderisce al PSI di Riccardo Nencini, con cui è candidato alle elezioni regionali in Campania del 2015, nella circoscrizione provinciale di Salerno ottiene 6.500 voti, risultando il primo dei non eletti.
Nel gennaio 2019 passa a +Europa.
Nel giugno del 2022, con 1.873 voti pari al 50,46% dei votanti, viene rieletto sindaco di Bracigliano dopo circa vent'anni dal precedente mandato.